# Susanne Slotsager
Susanne Slotsager (* 29. April 1966) ist eine dänische Curlerin. 
Ihr internationales Debüt hatte Slotsager im Jahr 1985 bei der Curling-Junioreneuropameisterschaft, sie blieb jedoch ohne Medaille. Es dauerte bis ins Jahr 1999, als sie bei der Curling-Weltmeisterschaft mit dem Gewinn der Bronzemedaille ihre erste Medaille gewann. 
Slotsager spielte für Dänemark bei den Olympischen Winterspielen 1992 in Albertville als Lead, hier kam die Mannschaft auf den vierten Platz, und bei den Olympischen Winterspielen 2002 in Salt Lake City als Third, hier schloss die Mannschaft das Turnier auf dem neunten Platz ab. 

## Erfolge
- 2. Platz Europameisterschaft 2001
- 3. Platz Weltmeisterschaft 1999, 2001